# کنسولو بیلی
کنسولو بیلی (نام پیش از ازدواج او نورثروپ بوده است)(زادهٔ ۱۹ اکتبر ۱۸۹۹ – درگذشته در ۹ سپتامبر ۱۹۷۶) یک وکیل، سیاستمدار و مقام منتخب آمریکایی بود. او نخستین زنی بود که به عنوان رئیس مجلس نمایندگان ورمانت و شصت و ششمین معاون فرماندار ورمانت خدمت کرد. همچنین، او نخستین زنی در تاریخ ایالات متحده بود که به عنوان معاون فرماندار انتخاب شد.

## پیشینه و اوایل زندگی
کنسولو بنتینا نورثروپ بیلی در فرفیلد، ورمانت در تاریخ ۱۹ اکتبر ۱۸۹۹ متولد شد. او دختر کاترین ای. (فلچر) نورثروپ و پیتر بنت بریگام نورثروپ بود. پدرش، پیتر نورثروپ در مدرسه حقوق دانشگاه کلمبیا تحصیل کرد اما حرفه کشاورزی را انتخاب کرد. تلاش او موفقیت‌آمیز بود و شامل یک مزرعه لبنی، کارخانه خامه‌سازی و تولید شکر افرا شد. او که یک جمهوری‌خواه فعال بود، در مناصب محلی خدمت کرد و عضو مجلس نمایندگان ورمانت شد. کنسولو بیلی در فرفیلد بزرگ شد و دوران دبستان را در شلبرن و دبیرستان را در سنت آلبنز گذراند. او در سال ۱۹۲۱ از دانشگاه ورمانت با مدرک کارشناسی در رشته فلسفه فارغ‌التحصیل شد. در دوران دانشگاه، به عضویت انجمن افتخاری علمی فی بتا کاپا پذیرفته شد. بیلی یک سال در شلبرن تدریس کرد، سپس تصمیم گرفت حرفه حقوق را دنبال کند.
بیلی در مدرسه حقوق دانشگاه بوستون تحصیل کرد و در سال ۱۹۲۵ مدرک کارشناسی حقوق خود را دریافت کرد. در دوران تحصیل در دانشکده حقوق، کاپیتان تیم مناظره بود و در هیئت تحریریه نشریه تخصصی مدرسه، بریف، فعالیت داشت. او در سال ۱۹۲۵ به عضویت در کانون وکلای ورمانت پذیرفته شد.
بیلی به‌عنوان دادستان عمومی شهر برلینگتون، دادستان دادگاه شهری، خدمت کرد و در سال ۱۹۲۶، نخستین زنی شد که مجوز وکالت در دیوان عالی ورمانت را دریافت کرد. او سپس نامزد دادستان ایالتی شهرستان چیتندن شد. بیلی در سال ۱۹۳۰ به سنای ورمانت راه یافت و یک دوره در آن‌جا خدمت کرد. پس از آن، به‌عنوان دبیر سناتور آمریکایی ارنست ویلارد گیبسون فعالیت داشت، اما پس از مدتی به ورمانت بازگشت و دوباره به حرفه وکالت پرداخت.
در سال ۱۹۵۰، بیلی به مجلس نمایندگان ورمانت راه یافت. او از ۱۹۵۳ تا ۱۹۵۵ به‌عنوان رئیس مجلس نمایندگان ورمانت خدمت کرد و نخستین زنی شد که این سمت را بر عهده گرفت.

## معاون فرماندار ورمانت
در سال ۱۹۵۴، او نخستین زنی شد که به‌عنوان معاون فرماندار یک ایالت انتخاب شد. بیلی بین سال‌های ۱۹۵۵ تا ۱۹۵۷ به‌عنوان شصت و پنجمین معاون فرماندار ورمانت خدمت کرد.

## نقش‌های بعدی
بیلی از ۱۹۳۶ تا ۱۹۷۶ نماینده ورمانت در کمیته ملی جمهوری‌خواه بود. او از ۱۹۵۳ تا ۱۹۵۷ نایب‌رئیس و از ۱۹۶۵ تا ۱۹۷۳ دبیر این کمیته بود. در دوران دبیری، وظیفه اعلام آرای هیئت‌های نمایندگی در انتخابات ریاست‌جمهوری ۱۹۶۸ و ۱۹۷۲ را بر عهده داشت.

## درگذشت و خاک‌سپاری
بیلی در تاریخ ۹ سپتامبر ۱۹۷۶ در شهر برلینگتون درگذشت و در گورستان شلدون در شلدون به خاک سپرده شد.

## خانواده
در سال ۱۹۴۰، بیلی با هنری ای. بیلی (۱۸۹۳–۱۹۶۱) ازدواج کرد. او وکیلی بود که در هر دو مجلس قانون‌گذاری ایالتی خدمت کرد و در دوره‌ای شهردار وینوسکی نیز بود.